# Premier League de 2011–12
A Primeira divisão do Campeonato Inglês de Futebol da temporada 2011–2012 foi a 110ª edição da principal divisão do futebol inglês (20ª como Premier League). Foi disputada com o mesmo regulamento dos anos anteriores, quando foi implementado o sistema de pontos corridos.

## Regulamento
A Premier League é disputada por 20 clubes em dois turnos. Em cada turno, todos os times jogaram entre si uma única vez. Os jogos do segundo turno serão realizados na mesma ordem do primeiro, apenas com o mando de campo invertido. Não há campeões por turnos, sendo declarado campeão da Inglaterra o time que obtiver o maior número de pontos após as 38 rodadas.

### Critérios de desempate
Caso haja empate de pontos entre dois clubes, os critérios de desempates serão aplicados na seguinte ordem:
1. Saldo de gols
2. Gols marcados
3. Confronto direto

## Participantes
| Equipe                  | Cidade              | Em 2010–11             | Estádio            | Capacidade | Títulos (último) |
| ----------------------- | ------------------- | ---------------------- | ------------------ | ---------- | ---------------- |
| Arsenal                 | Londres             | 4º (Primeira divisão)  | Emirates Stadium   | 60 361     | 13 (2003–04)     |
| Aston Villa             | Birmingham          | 9º (Primeira divisão)  | Villa Park         | 42 789     | 7 (1980–81)      |
| Blackburn Rovers        | Blackburn           | 15º (Primeira divisão) | Ewood Park         | 31 154     | 3 (1994–95)      |
| Bolton Wanderers        | Bolton              | 14º (Primeira divisão) | Reebok Stadium     | 28 723     | 0 (não possui)   |
| Chelsea                 | Londres             | 2º (Primeira divisão)  | Stamford Bridge    | 42 449     | 4 (2009–10)      |
| Everton                 | Liverpool           | 7º (Primeira divisão)  | Goodison Park      | 40 157     | 9 (1987–88)      |
| Fulham                  | Londres             | 8º (Primeira divisão)  | Craven Cottage     | 25 700     | 0 (não possui)   |
| Liverpool               | Liverpool           | 6º (Primeira divisão)  | Anfield Road       | 45 276     | 18 (1989–90)     |
| Manchester City         | Manchester          | 3º (Primeira divisão)  | City of Manchester | 47 405     | 2 (1967–68)      |
| Manchester United       | Manchester          | 1º (Primeira divisão)  | Old Trafford       | 75 957     | 19 (2010–11)     |
| Newcastle United        | Newcastle upon Tyne | 12º (Primeira divisão) | St. James' Park    | 52 409     | 4 (1926–27)      |
| Norwich City            | Norwich             | 2º (Segunda divisão)   | Carrow Road        | 27 033     | 0 (não possui)   |
| Queens Park Rangers     | Londres             | 1º (Segunda divisão)   | Loftus Road        | 18 360     | 0 (não possui)   |
| Stoke City              | Stoke-on-Trent      | 13º (Primeira divisão) | Britannia Stadium  | 27 740     | 0 (não possui)   |
| Sunderland              | Sunderland          | 10º (Primeira divisão) | Stadium of Light   | 49 000     | 6 (1935-36)      |
| Swansea City            | Swansea             | 3º (Segunda divisão)   | Liberty Stadium    | 20 532     | 0 (não possui)   |
| Tottenham Hotspur       | Londres             | 5º (Primeira divisão)  | White Hart Lane    | 36 230     | 2 (1960–61)      |
| West Bromwich Albion    | West Bromwich       | 11º (Primeira divisão) | The Hawthorns      | 26 484     | 1 (1919–20)      |
| Wigan Athletic          | Wigan               | 16º (Primeira divisão) | DW Stadium         | 25 133     | 0 (não possui)   |
| Wolverhampton Wanderers | Wolverhampton       | 17º (Primeira divisão) | Molineux Stadium   | 23 995     | 3 (1958–59)      |

## Classificação
Atualizado em 13 de maio de 2012.

1Como campeão da Copa da Liga Inglesa de 2011-12, o Liverpool conquistou uma vaga para a Terceira Rodada de Classificação da Liga Europa da UEFA de 2012-13.
2Como campeão da Liga dos Campeões da UEFA de 2011-12, o Chelsea conquistou uma vaga para a Fase de Grupos da Liga dos Campeões 2012-13.

## Confrontos
|                     | ARS | AVI | BBN | BOL | CHE | EVE | FUL | LIV | MCI | MUN | NEW | NOR | QUE | SCI | SUN | SWA | TOT | WBA | WIG | WOL |
| ------------------- | --- | --- | --- | --- | --- | --- | --- | --- | --- | --- | --- | --- | --- | --- | --- | --- | --- | --- | --- | --- |
| Arsenal             | —   | 3–0 | 7–1 | 3–0 | 0–0 | 1–0 | 1–1 | 0–2 | 1–0 | 1–2 | 2–1 | 3–3 | 1–0 | 3–1 | 2–1 | 1–0 | 5–2 | 3–0 | 1–2 | 1–1 |
| Aston Villa         | 1–2 | —   | 3–1 | 1–2 | 2–4 | 1–1 | 1–0 | 0–2 | 0–1 | 0–1 | 1–1 | 3–2 | 2–2 | 1–1 | 0-0 | 0–2 | 1–1 | 1–2 | 2–0 | 0–0 |
| Blackburn           | 4–3 | 1–1 | —   | 1–2 | 0–1 | 0–1 | 3–1 | 2–3 | 0–4 | 0–2 | 0–2 | 2–0 | 3–2 | 1–2 | 2–0 | 4–2 | 1–2 | 1–2 | 0–1 | 1–2 |
| Bolton              | 0–0 | 1–2 | 2–1 | —   | 1–5 | 0–2 | 0–3 | 3–1 | 2–3 | 0–5 | 0–2 | 1–2 | 2–1 | 5–0 | 0–2 | 1–1 | 1–4 | 2-2 | 1–2 | 1–1 |
| Chelsea             | 3–5 | 1–3 | 2–1 | 3–0 | —   | 3–1 | 1–1 | 1–2 | 2–1 | 3–3 | 0–2 | 3–1 | 6–1 | 1–0 | 1–0 | 4–1 | 0–0 | 2–1 | 2–1 | 3–0 |
| Everton             | 0–1 | 2–2 | 1–1 | 1–2 | 2–0 | —   | 4–0 | 0–2 | 1–0 | 0–1 | 3–1 | 1–1 | 0–1 | 0–1 | 4–0 | 1–0 | 1–0 | 2–0 | 3–1 | 2–1 |
| Fulham              | 2–1 | 0–0 | 1–1 | 2–0 | 1–1 | 1–3 | —   | 1–0 | 2–2 | 0–5 | 5–2 | 2–1 | 6–0 | 2–1 | 2–1 | 0–3 | 1–3 | 1–1 | 2–1 | 5–0 |
| Liverpool           | 1–2 | 1–1 | 1–1 | 3–1 | 4–1 | 3–0 | 0–1 | —   | 1–1 | 1–1 | 3–1 | 1–1 | 1–0 | 0–0 | 1–1 | 0–0 | 0–0 | 0–1 | 1–2 | 2–1 |
| Manchester City     | 1–0 | 4–1 | 3–0 | 2–0 | 2–1 | 2–0 | 3–0 | 3–0 | —   | 1–0 | 3–1 | 5–1 | 3–2 | 3–0 | 3–3 | 4–0 | 3–2 | 4–0 | 3–0 | 3–1 |
| Manchester United   | 8–2 | 4–0 | 2–3 | 3–0 | 3–1 | 4–4 | 1–0 | 2–1 | 1–6 | —   | 1–1 | 2–0 | 2–0 | 2–0 | 1–0 | 2-0 | 3–0 | 2–0 | 5–0 | 4–1 |
| Newcastle           | 0–0 | 2–1 | 3–1 | 2–0 | 0–3 | 2–1 | 2–1 | 2–0 | 0–2 | 3–0 | —   | 1–0 | 1–0 | 3-0 | 1–1 | 0–0 | 2–2 | 2–3 | 1–0 | 2–2 |
| Norwich City        | 1–2 | 2–0 | 3–3 | 2–0 | 0–0 | 2–2 | 1–1 | 0–3 | 1–6 | 1–2 | 4–2 | —   | 2–1 | 1–1 | 2–1 | 3–1 | 0–2 | 0–1 | 1–1 | 2–1 |
| Queens Park Rangers | 2–1 | 1–1 | 1–1 | 0–4 | 1–0 | 1–1 | 0–1 | 3–2 | 2–3 | 0–2 | 0–0 | 1–2 | —   | 1–0 | 2–3 | 3–0 | 1–0 | 1–1 | 3–1 | 1–2 |
| Stoke City          | 1–1 | 0–0 | 3–1 | 2–2 | 0–0 | 1–1 | 2–0 | 1–0 | 1–1 | 1–1 | 1–3 | 1–0 | 2–3 | —   | 0–1 | 2–0 | 2–1 | 1–2 | 2–2 | 2–1 |
| Sunderland          | 1–2 | 2–2 | 2–1 | 2–2 | 1–2 | 1–1 | 0–0 | 1–0 | 1–0 | 0–1 | 0–1 | 3–0 | 3–1 | 4–0 | —   | 2–0 | 0–0 | 2–2 | 1–2 | 0–0 |
| Swansea City        | 3–2 | 0–0 | 3–0 | 3–1 | 1–1 | 0–2 | 2–0 | 1–0 | 1–0 | 0–1 | 0–2 | 2–3 | 1–1 | 2–0 | 0–0 | —   | 1–1 | 3–0 | 0–0 | 4–4 |
| Tottenham           | 2–1 | 2–0 | 2–0 | 3–0 | 1–1 | 2–0 | 1–0 | 4–0 | 1–5 | 1–3 | 5–0 | 1–2 | 3–1 | 1–1 | 1–0 | 3–1 | —   | 1–0 | 3–1 | 1–1 |
| West Bromwich       | 2–3 | 0–0 | 3–0 | 2–1 | 1–0 | 0–1 | 0–0 | 0–2 | 0–0 | 1–2 | 1–3 | 1–2 | 1–0 | 0–1 | 4–0 | 1–2 | 1–3 | —   | 1–2 | 2–0 |
| Wigan               | 0–4 | 0–0 | 3–3 | 1–3 | 1–1 | 1–1 | 0–2 | 0–0 | 0–1 | 1–0 | 4–0 | 1–1 | 2–0 | 2–0 | 1–4 | 0–2 | 1–2 | 1–1 | —   | 3–2 |
| Wolverhampton       | 0–3 | 2–3 | 0–2 | 2–3 | 1–2 | 0–0 | 2–0 | 0–3 | 0–2 | 0–5 | 1–2 | 2–2 | 0–3 | 1–2 | 2–1 | 2–2 | 0–2 | 1–5 | 3–1 | —   |

| Vitória do mandante; Vitória do visitante; Empate. | Em vermelho os jogos da próxima rodada; Em negrito os jogos "clássicos". |

## Artilharia
| Gols | Jogador          | Clube             |
| ---- | ---------------- | ----------------- |
| 30   | Robin Van Pierse | Arsenal           |
| 27   | Wayne Rooney     | Manchester United |
| 23   | Sergio Aguero    | Manchester City   |
| 17   | Yakubu           | Blackburn Rovers  |
| 17   | Clint Dempsey    | Fulham            |
| 16   | Demba Ba         | Newcastle         |
| 15   | Grant Holt       | Norwich           |
| 14   | Edin Dzeko       | Manchester City   |
| 13   | Mario Balotelli  | Manchester City   |
| 13   | Papiss Cisse     | Newcastle         |

| Campeão Inglês 2011–12      |
| --------------------------- |
| Manchester City (3° título) |